# Cotton (motocicleta)
La Cotton Motor Company fou una empresa anglesa fabricant de motocicletes amb seu a Gloucester que va ser fundada el 1918 per Frank Willoughby Cotton. Un cop F.W. Cotton es va haver jubilat el 1953, l'empresa es va reconstituir com a E. Cotton (Motorcycles) Ltd i va seguir en actiu fins al 1980. A finals de la dècada del 1990, la marca Cotton fou recuperada per l'empresa AJS Motorcycles Ltd, la qual en fabricà rèpliques de models anteriors.

## La Cotton original
El 1913, F.W. Cotton havia participat en diverses pujades de muntanya i proves de trial i, en adonar-se de les limitacions del "xassís de diamant", un disseny de bastidor poc diferent del de les bicicletes, en va dissenyar un de propi inspirat en alguns exemples fets per Levis. El 1914 va patentar el "xassís triangulat" per a protegir el seu disseny, un tipus de xassís que fou un tret característic de les Cotton fins a la Segona Guerra Mundial (fins i tot el logotip de la marca es basava en una forma triangular). A causa de l'esclat de la Primera Guerra Mundial no va ser fins al 1918 que es va fundar la Cotton Motor Company; la primera motocicleta de Cotton va aparèixer el 1920.

### Stanley Woods i el TT

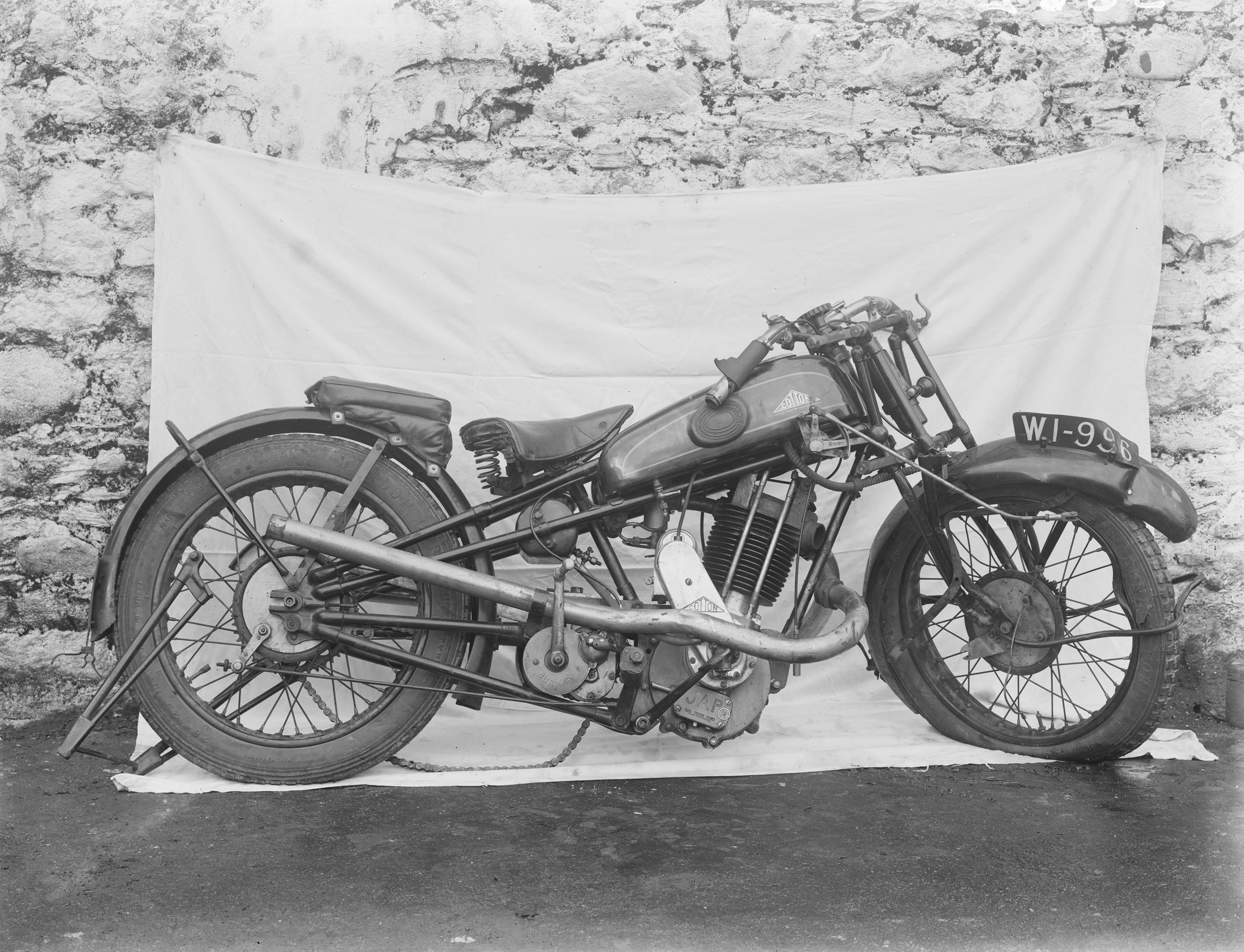
El xassís triangulat en una Cotton exposada el 1930 després d'haver tingut un accident

El 1922, Stanley Woods va pilotar una Cotton amb motor Blackburne al Junior TT (350 cc) i hi acabà el cinquè. L'any següent, 1923, va guanyar el TT amb la mateixa moto a una velocitat mitjana de 89,7 km/h, superant el temps del pilot de Douglas Tom Sheard, el vencedor de la cursa del Senior TT (500 cc) amb una mitjana de 85,5 km/h. Les motocicletes Cotton van obtenir un segon i tercer lloc a l'Ultra-Lightweight TT i un segon al Lightweight TT. El 1925 només van aconseguir sengles segons llocs al Junior TT i al Lightweight TT, però el 1926 van ocupar els tres primers llocs al Lightweight TT. Aquestes victòries van donar a Cotton fama de moto guanyadora, gràcies a un maneig excepcional per a l'època.
La victòria de 1923 i la consegüent pluja de comandes van permetre el trasllat a nous locals, a la fàbrica Vulcan del carrer Quay, a Gloucester. El 1927, les dimensions del xassís Cotton es van modificar.

### Gamma de motors i models
Quan va arribar la Gran Depressió, Cotton va respondre oferint una gamma més àmplia de motors amb el seu xassís patentat, generalment amb caixes de canvis Burman.
El 1930, les opcions de motor eren aquestes:
- Motor Villiers de dos temps de 247 cc
- Motors Blackburne de 295, 348 i 495 cc de vàlvula lateral
- Motors Blackburne de 348 i 495 cc OHV
- Motors JAP de 292, 348 i 495 cc OHV

Hi havia també disponibles motors de quatre temps amb tub d'escapament simple o doble.
El 1931 van desaparèixer els motors de vàlvules laterals Blackburne, substituïts pels Rudge-Python de 348 i 499 cc, i un motor Sturmey-Archer que s'afegia a la gamma. El 1932 tots els models tenien dipòsits de selló incorporat i s'afegiren motors JAP de vàlvula lateral. Hi havia dos models de 150 cc, un JAP sv i un Villiers de dos temps. El model de més cilindrada emprava un motor Blackburne de 596 cc OHV. Es podia triar entre tres marques de motors OHV, una de vàlvula lateral i una de dos temps.
Per al 1933, la gamma incloïa també motors de 250 cc Villiers de dos temps, JAP de vàlvula lateral, JAP OHV i Python OHV. Hi havia en total 17 models de Cotton. Per a 1934 es van afegir motors Blackburne de 150 i 250 cc OHV i motors JAP de 245 i 596 cc. Això va augmentar el rang a 19 models. El 1935 van desaparèixer els motors Python i JAP de vàlvules laterals, però s'afegí una nova opció d'arrencada per bobina o magneto. Cotton encara disposava de 16 models.
El 1936 van aparèixer dos models "super sports", l'un amb motor JAP de 500 cc i l'altre amb motor Blackburne 25B. El 1937, l'únic motor Blackburne disponible era un OHV de 250 cc. Hi havia tres nous models de lleves aèries de 250, 350 i 500 cc amb motor JAP i caixes de canvis a pedal de quatre velocitats. El 1938, el model de 150 cc va passar de motors JAP a Blackburne d'estoc no utilitzats (Blackburne, de fet, havia deixat de fabricar).
El 1939 JAP havia canviat la seva gamma de motors, introduint-ne uns de nous de 500 i 600 cc sense vareta externa. Estaven disponibles en versions estàndard o de luxe. Els motors JAP de lleva aèria i els de 250 cc i el Villiers de 150 cc de dos temps van continuar. Just abans de la Segona Guerra Mundial, Cotton va llançar un model més petit i lleuger amb motor Villiers 9D de 122 cc.
Quan es va introduir el xassís rígid triangulat el 1920 va resultar avançat per al seu temps. El 1939, en canvi, quan començaven a aparèixer els xassissos amb suspensió posterior, els rígids varen quedar desfasats. Vincent havia patentat un xassís tipus cantilever el 1928.

### Final de l'empresa
Continuant amb les tasques d'enginyeria que van mantenir la fàbrica en actiu durant la Segona Guerra Mundial, Cotton no va tornar a entrar al mercat de motocicletes al final de la guerra, sinó que va passar dificultats fins a la dècada del 1950, quan F.W. Cotton decidí de retirar-se. L'empresa es va tornar a constituir el 1953 com a E. Cotton (Motorcycles) Ltd prenent el nom de la primera muller de Bill Cotton, Elsie Ellen, i els propietaris i administradors en foren Pat Onions i Monty Denley.

## E. Cotton (Motorcycles) Ltd
La nova Cotton fabricava, com l'anterior, els seus propis xassissos i comprava la resta de components per a muntar. La primera moto de la nova empresa fou la Cotton Vulcan, amb motor Villiers, que es va produir fins al 1957.
El 1955 es va llançar la Cotton Cotanza, amb motor Anzani de 242 cc i un nou bastidor amb suspensió posterior de "forquilla pivotada". El mateix bastidor es va fer servir al nou model Vulcan de 1955, equipat amb motor Villiers 9E i caixa de canvis de tres velocitats (el 1956 se li va canviar per una de quatre velocitats). La Cotanza va sortir també amb motor bicilíndric Anzani de 322 cc a partir de 1956, any en què es presentà una versió de trial de la Vulcan amb pneumàtics de tacs i sense llums. La Vulcan original es va deixar de produir aquell mateix any.
L'únic canvi del 1957 va ser un motor bicilíndric Villiers 2T afegit a la gamma Cotanza. No hi va haver més canvis fins al 1959, quan tots els models es van equipar amb forquilles "leading link" Armstrong i es va deixar de fer servir el bicilíndric Villiers 2T.
Altres models de Cotton varen ser les Herald, Messenger, Double Gloster, Continental, Corsair i Conquest. Durant aquells anys, Cotton es va involucrar en el motociclisme de competició i, a finals del 1960, hi havia disponibles una gamma de models per a velocitat, trial i motocròs, anomenat a l'època scramble al Regne Unit.
El 1961 es va llançar la 250 Cougar de motocròs i es va formar un equip de competició de fàbrica, integrat entre d'altres per "Badger" Goss i John Draper. El 1962 es va introduir el motor de competició Villiers Starmaker per a participar en curses de velocitat. El model Telstar de 247 cc de velocitat i el Conquest es van llançar el 1962 i el 1964 respectivament. Durant els dos anys següents, Cotton va tornar a guanyar curses.

### Final de l'empresa
Villiers va deixar de subministrar motors i Cotton es va veure obligada a obtenir-los d'altres fabricants. La Cotton Cavalier en feia servir un de Minarelli, però la producció era lenta. Cotton venia de forma rendible motocicletes com a kits, però alguns canvis a la legislació van resultar perjudicials per a aquesta pràctica.
La fàbrica de Quay Street, a Gloucester, es va traslladar a Stratton Road el 1970, quan es va diversificar la producció tot introduint-hi el Cotton Sturdy, una mena de motocarro de tres rodes. Durant la dècada següent, la producció es va anar canviant diverses vegades i l'empresa va aconseguir de produir una bona moto de competició de 250 cc amb motor Rotax. La dificultat de trobar subministrament de motors després de la pèrdua de Villiers es va agreujar amb l'aparició de les motocicletes japoneses de producció massiva durant la dècada del 1970. La fàbrica es va traslladar a Bolton el 1978, però va acabar tancant el 1980.
Després d'una sèrie d'exposicions reeixides sobre Cotton al Folk Museum de Gloucester durant la dècada del 1990, es va formar el Cotton Owners Club, el qual organitza una concentració cada estiu. El 2013 es va inaugurar una placa commemorativa de Cotton, muntada a la paret del City Folk Museum, situat a prop de l'antiga fàbrica de Quay Street, a Gloucester.

## Rèpliques
A finals de la dècada de 1990, l'AJS de Goodworth Clatford, Andover, va produir una sèrie de motos de competició rèplica de les Cotton, entre elles la Cobra 250 Scrambler, la Cotton-Triumph 500 Scrambler, la Telstar 250 de velocitat i la Starmaker 250 de trial.
Aquestes rèpliques seguien amb exactitud els dissenys originals del xassís. Els bastidors estaven soldats amb soldadura TIG i empraven boixes d'AJS Stormer, British Hubs o Grimeca. Les forquilles anteriors eren Betor o Marzocchi, normalment amb amortidors posteriors Sebac. Les rèpliques van tenir molt d'èxit als circuits de motocròs en competicions "vintage" Pre'65 i entre els especialistes de curses clàssiques.

Rèpliques Cotton
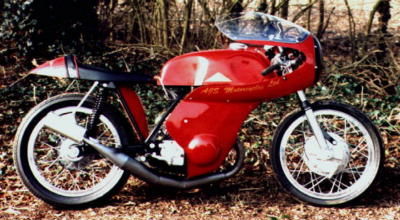
Cotton 250 Telstar Replica
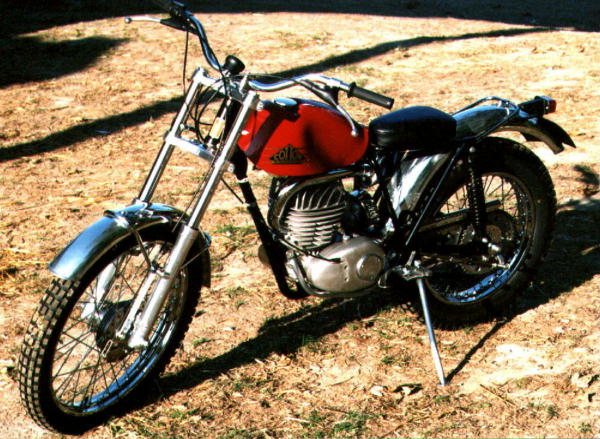
Cotton 250 Starmaker Replica
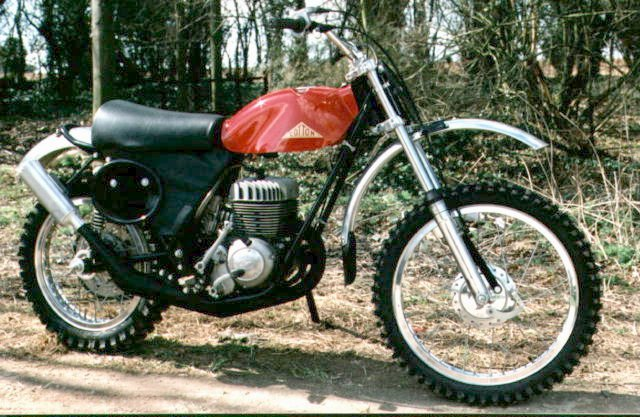
Cotton 250 Cobra Replica
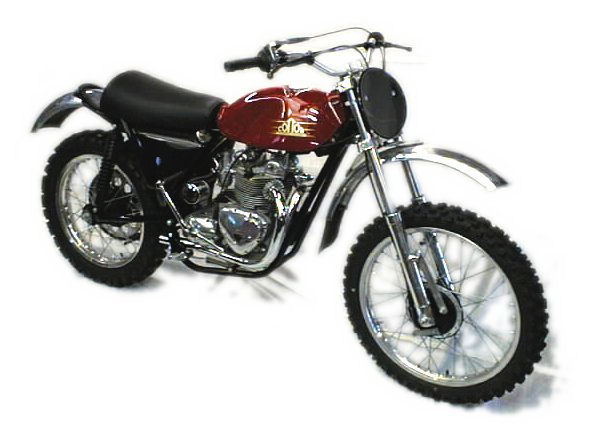
Cotton-Triumph 500 Replica